# Diocese de Santa Rosa
A Diocese de Santa Rosa (em latim: Dioecesis Sanctae Rosae) é uma diocese localizada na cidade de Santa Rosa, pertencente a Arquidiocese de Bahía Blanca na Argentina. Foi fundada em 11 de fevereiro de 1957 pelo Papa Pio XII. Com uma população católica de 173.390 habitantes, sendo 49,1% da população total, possui 25 paróquias com dados de 2017.

## História
A Diocese de Santa Rosa foi criada em 11 de fevereiro de 1957 pela cisão da então Diocese de Bahía Blanca elevada à condição de arquidiocese no mesmo dia, e da cisão da Diocese de Mercedes elevada a condição de arquidiocese em 21 de novembro de 1997. 

## Lista de bispos
A seguir uma lista de bispos desde a criação da diocese. 
|                | Nome                       | Período    | Notas                                                  |
| Bispos         | Bispos                     | Bispos     | Bispos                                                 |
| -------------- | -------------------------- | ---------- | ------------------------------------------------------ |
| 6º             | Raúl Martín                | 2013-2025  | Nomeado Arcebispo de Paraná                            |
| 5º             | Mario Aurélio Poli         | 2008–2013  | Nomeado Arcebispo de Buenos Aires                      |
| 4º             | Rinaldo Fidel Brédice      | 1992–2008  |                                                        |
| 3º             | Atilano Vidal Núñez        | 1985–1991  |                                                        |
| 2º             | Adolfo Roque Esteban Arana | 1973–1984  | Nomeado Bispo de Villa de la Concepción del Río Cuarto |
| 1º             | Jorge Mayer                | 1957-1972  | Nomeado Arcebispo de Bahía Blanca                      |
| Bispo-auxiliar |                            |            |                                                        |
|                | Luis Dario Martín          | 2019–atual |                                                        |